# Даваллия
Даваллия (лат. Davallia) — род многолетних быстрорастущих, экзотических на вид папоротников семейства Даваллиевые (Davalliaceae). Название дано в честь английского ботаника Эдмунда Давалла (1763—1798).
Естественная область распространения находится преимущественно в тропической Азии: в Китае, Японии, Полинезии и на острове Ява. Также встречается на Канарах.
Некоторые виды широко распространены в культуре, культивируются в закрытом грунте, обычно в оранжереях, часто как ампельные растения.
Народное название этого папоротника «заячьи лапки», иногда «беличьи лапки», или «оленья нога», которыми обычно называют самый популярный в декоративном цветоводстве вид — Даваллия канарская.

## Описание
Эпифитное травянистое растение. Корневище толстое ползучее, покрытое чешуйками, у основания, и густым опушением, широко разрастающееся по поверхности субстрата. Листья мелкоперистые равномерно рассечённые кожистые ярко-зелёного цвета. Ваи перисто-рассеченные, у многих видов имеют треугольную форму.

## Уход
Часто выбор падает именно на неё при подборе растений для влажных помещений, только благодаря её причудливо изогнутому, мохнатому корневищу, похожему на невиданных пресмыкающихся, постепенно закрывающему горшок, из-за которого она даже получила название «заячья лапка».
Этот папоротник достоин внимания и по условиям содержания. Даваллия требует постоянного опрыскивания и регулярного полива, но не требует яркого освещения. Она прекрасно растет при подсветке лампой дневного света.
Растение не любит сильного похолодания. Выдержит не ниже 14-16 градусов. Подкармливают даваллию раз в две недели, а зимой — раз в месяц. Размножают делением корневища или спорами. Последний способ в домашних условиях весьма неэффективен. Корневище укореняют в теплице, при достаточной влажности и тепле.
Вредители: щитовки.

## Систематика

### Синонимы
В синонимику рода входят следующие названия:
- Humata Cav.
- Pachypleuria (C.Presl) C.Presl
- Parasorus Alderw.
- Parestia C.Presl
- Pteroneura Fée
- Scyphularia Fée
- Stenolobus C.Presl
- Trogostolon Copel.
- Wibelia Bernh.

### Виды
По информации базы данных The Plant List (на июль 2016) род включает 22 вида:
- Davallia amabilis Ching
- Davallia assamica (Bedd.) Baker
- Davallia austrosinica Ching
- Davallia brevisora Ching
- Davallia canariensis (L.) Sm. — Даваллия канарская, Канарские острова, Испания и Северная Африка.
- Davallia chrysanthemifolia Hayata
- Davallia cylindrica Ching
- Davallia denticulata (Burm. f.) Mett. ex Kuhn
- Davallia griffithiana Hook.
- Davallia henryana Baker
- Davallia lobata (Poir.) Desv.
- Davallia mariesii T. Moore ex Baker — Даваллия Мариса, или Даваллия Мариешии, тропическая Азия, Япония и Малайзия.
- Davallia pectinata Sm.
- Davallia platylepis Baker
- Davallia sinensis (Christ) Ching
- Davallia solida (G. Forst.) Sw. — Даваллия плотная, Малайзия, Полинезия и Квинсленд.
- Davallia subsolida Ching
- Davallia teyermannii Baker
- Davallia triangularis Baker
- Davallia truncata D. Don
- Davallia vestita Blume
- Davallia villosa D. Don